# Plauen
Plauen település Németországban, azon belül Szászország tartományban. Lakosainak száma 65 218 fő (2023. december 31.).

## Földrajz

### Éghajlat
| Hónap                                 | Jan.  | Feb.  | Már.  | Ápr.  | Máj. | Jún. | Júl. | Aug. | Szep. | Okt. | Nov.  | Dec.  | Év    |
| ------------------------------------- | ----- | ----- | ----- | ----- | ---- | ---- | ---- | ---- | ----- | ---- | ----- | ----- | ----- |
| Rekord max. hőmérséklet (°C)          | 16,0  | 17,7  | 23,0  | 30,6  | 33,3 | 34,1 | 36,4 | 37,8 | 31,1  | 26,6 | 18,4  | 14,8  | 37,8  |
| Átlagos max. hőmérséklet (°C)         | 2,0   | 3,5   | 8,0   | 13,1  | 18,2 | 20,9 | 23,4 | 23,2 | 18,5  | 13,0 | 6,6   | 3,0   | 12,8  |
| Átlaghőmérséklet (°C)                 | −0,6  | 0,2   | 3,9   | 7,8   | 12,4 | 15,4 | 17,7 | 17,4 | 13,5  | 9,0  | 3,9   | 0,6   | 8,5   |
| Átlagos min. hőmérséklet (°C)         | −3,3  | −3,1  | −0,2  | 2,5   | 6,6  | 9,9  | 11,9 | 11,6 | 8,5   | 5,0  | 1,2   | −1,7  | 4,1   |
| Rekord min. hőmérséklet (°C)          | −26,0 | −24,9 | −22,4 | −10,1 | −2,2 | −0,9 | 4,0  | 2,0  | −2,5  | −9,1 | −12,7 | −23,2 | −26,0 |
| Átl. csapadékmennyiség (mm)           | 36    | 29    | 36    | 40    | 54   | 70   | 79   | 67   | 53    | 41   | 45    | 43    | 594   |
| Forrás: Weather and climate in Plauen |       |       |       |       |      |      |      |      |       |      |       |       |       |

## Népesség
A település népességének változása:
| Lakosok száma | 65 201 | 65 148 | 64 931 | 63 372 | 64 763 | 65 218 |
|               | 2015   | 2017   | 2019   | 2021   | 2022   | 2023   |